# Mahnomen (Minnesota)
Mahnomen es una ciudad ubicada en el condado de Mahnomen en el estado estadounidense de Minnesota. En el Censo de 2010 tenía una población de 1214 habitantes y una densidad poblacional de 443,87 personas por km².

## Geografía
Mahnomen se encuentra ubicada en las coordenadas 47°18′52″N 95°58′2″O / 47.31444, -95.96722. Según la Oficina del Censo de los Estados Unidos, Mahnomen tiene una superficie total de 2.74 km², de la cual 2.74 km² corresponden a tierra firme y (0%) 0 km² es agua.

## Demografía
Según el censo de 2010, había 1214 personas residiendo en Mahnomen. La densidad de población era de 443,87 hab./km². De los 1214 habitantes, Mahnomen estaba compuesto por el 59.31% blancos, el 0.16% eran afroamericanos, el 31.22% eran amerindios, el 0.08% eran asiáticos, el 0% eran isleños del Pacífico, el 0% eran de otras razas y el 9.23% pertenecían a dos o más razas. Del total de la población el 1.81% eran hispanos o latinos de cualquier raza.